# Samotnik (Glinnik)
Samotnik – część wsi Glinnik w Polsce, położona w województwie łódzkim, w powiecie zgierskim, w gminie Zgierz. Wchodzi w skład sołectwa Glinnik.
W latach 1975–1998 Samotnik należał administracyjnie do ówczesnego województwa łódzkiego.